# Piotr Brożek
Piotr Brożek (Kielce, 21 april 1983) is een Poolse voetbalspeler die bij voorkeur als middenvelder speelt. Hij verruilde in juli 2014 Wisła Kraków voor Piast Gliwice. Hij debuteerde in 2008 in het Pools voetbalelftal.
Brożek tweelingbroer Paweł Brożek is ook betaald voetballer.
Brożek debuteerde op 8 september 2001 in het betaald voetbal in het shirt van Wisła Kraków. Daarmee speelde hij die dag tegen GKS Katowice.